# ウドムサイ県
ウドムサイ県（ウドムサイけん）はラオス北部の県。県都はサイ（ムアンサイ）。

## 地理
北部は中華人民共和国雲南省シーサンパンナ・タイ族自治州に面しており、南側の県境はメコン川に面している。

## 行政区分
1. 04-05 ベン郡（英語版）
2. 04-06 フン郡（英語版）
3. 04-02 ラー郡（英語版）
4. 04-03 ナーモー郡（英語版）
5. 04-04 ガー郡（英語版）
6. 04-07 パークベン郡（英語版）
7. 04-01 サイ郡

## 産業
- 県都サイ郡は、ベトナム・中国・タイを繋ぐ交通の要衝、クロスロード、として古くから栄えていた。現在もラオス北部において重要な役割を果たし、商業も発達している。
- 温泉開発など山岳部の観光資源も豊富。

## 民族
ウドムサイ県には、モン族が住んでいる。